# Accademia dei Georgofili

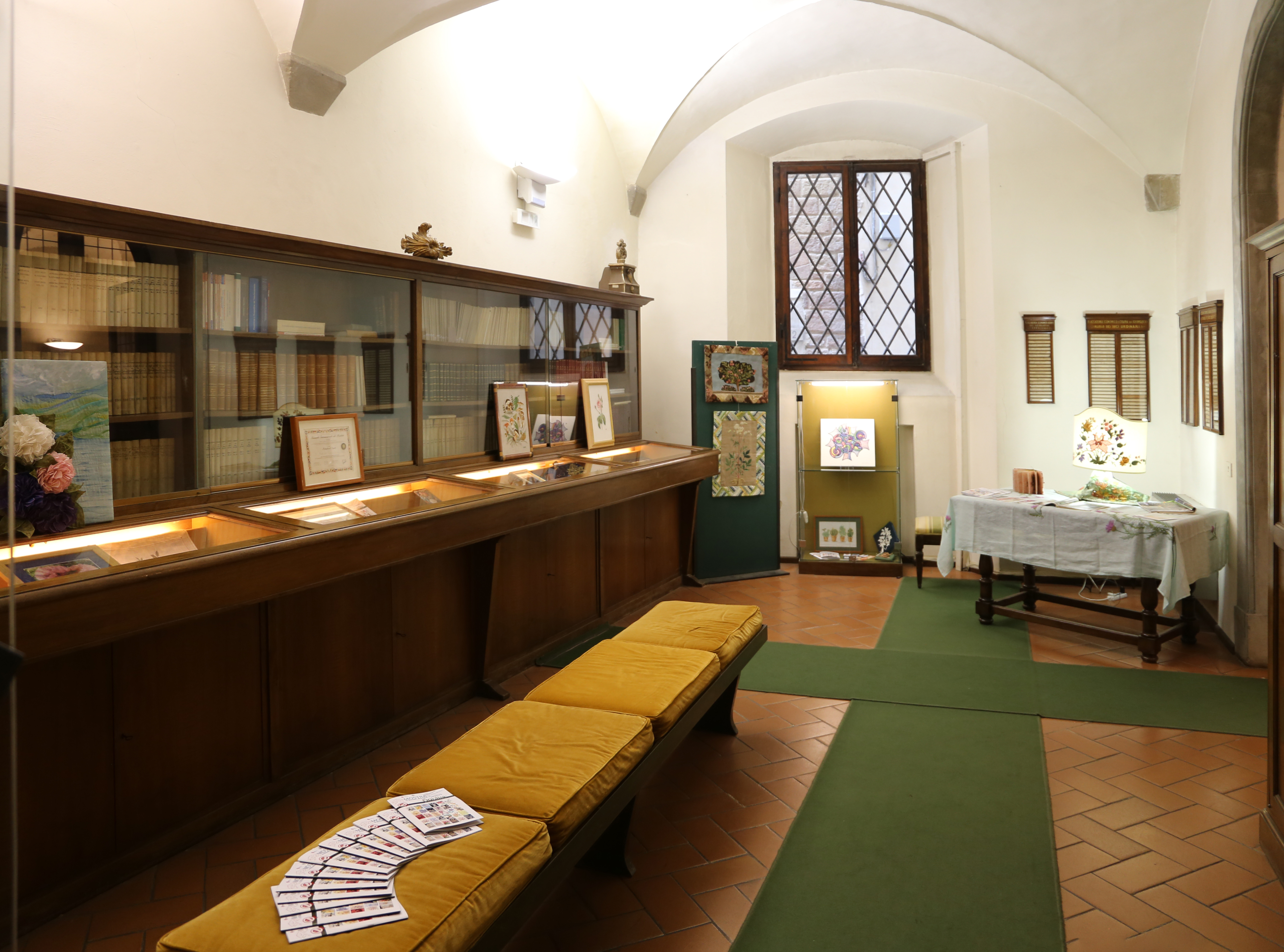
Atrio dell'Accademia, con accesso dal loggiato degli Uffizi

L'Accademia dei Georgofili è la storica istituzione fiorentina che da oltre 250 anni promuove, tra studiosi e proprietari agrari, gli studi di agronomia, selvicoltura, economia e geografia agraria. Nata nello spirito cosmopolita dell'Illuminismo ha annoverato, tra presidenti e accademici, studiosi che hanno saputo ravvivare i legami tra la cultura agraria nazionale e quella internazionale.

## Storia

### La fondazione
L'accademia dei Georgofili nasce nel 1753 (il 4 giugno è la ricorrenza) a Firenze come risposta ad un saggio dell'abate Ubaldo Montelatici, che propose gli orizzonti nuovi della ricerca agronomica e invitò i proprietari e gli studiosi ad unirsi per perseguirli. Con una scelta molto innovativa per i tempi l'obiettivo sociale additato dal dotto religioso fu quello di un organismo perfettamente democratico, come dice Montelatici "una perfetta anarchia".
Giovanni Targioni Tozzetti nel 1757 contrappose un programma radicalmente diverso.  Nonostante Targioni Tozzetti fosse autore di alcune scoperte di valore preminente, il suo programma, come quello di Montelatici, non propose alcun obiettivo veramente originale, e l'Accademia conobbe i primi fasti non per il merito degli accademici ma grazie al principe che iniziò a sostenerla, Pietro Leopoldo di Lorena, che assumendo, nel 1765, lo scettro del Granducato di Toscana, fece dell'Accademia uno degli interlocutori preferiti nel varo del programma di riforme, quale principe emblematico dell'Età dei Lumi.

### Tra Sette e Ottocento
Alla fondazione dell'Accademia dei Georgofili la situazione sociale ed economica in Italia era molto diversa da quella dei secoli successivi. «Anche a causa di ricorrenti e gravi carestie, si soffriva la fame che, insieme a diffuse epidemie, falcidiava le popolazioni. (...) In Maremma la popolazione (...) registrava una vita media di soli vent'anni». I Georgofili sostennero la mezzadria proprio per alleviare la difficile situazione delle campagne e di fatto la comproprietà dei poderi faceva si che al contadino il cibo non mancasse mai.

### L'Accademia nell'Ottocento

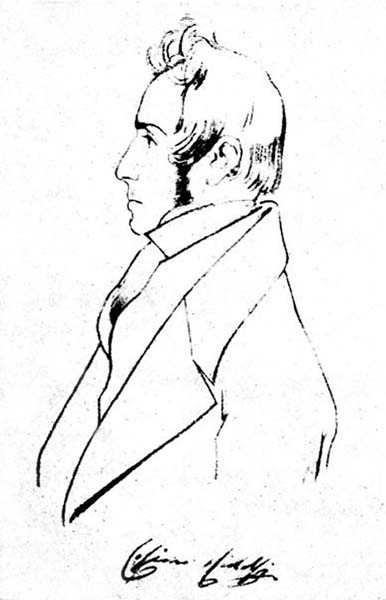
Ritratto del Marchese Cosimo Ridolfi

Se l'inizio dell'Accademia non fu segnato da attività di rilievo speciale, il sodalizio assurse a vero polo del progresso agrario nazionale nell'Ottocento, quando nel suo alveo si realizzarono i geniali studi sull'aratro di Raffaello Lambruschini e tutta l'attività scientifica e didattica di Cosimo Ridolfi, uno dei massimi agronomi dell'età del Risorgimento. Questo studioso propose la riflessione di maggiore lucidità, sul piano agronomico, geografico, economico e sociale, sul futuro delle terre di collina che sono state per secoli fulcro della società italiana, che Ridolfi comprese, con l'intuito del geografo politico, essere destinate all'emarginazione dall'avvento dell'agricoltura meccanizzata nelle grandi pianure europee.
Oltre agli studi agronomici di Ridolfi, l'Accademia fu fruttuosamente impegnata, nell'Ottocento, sul terreno dell'enologia, costituendo polo di irradiazione della consapevolezza della pessima qualità della grandissima parte dei vini italiani, e della necessità di mutare radicalmente le tecnologie di cantina, su quello degli allevamenti, su quello pomologico, potendosi considerare che nasca nel suo ambito il più importante catalogo delle varietà di frutta della Penisola, la Pomona di Giorgio Gallesio.
Molte le innovazioni promosse dall'Accademia tendenti  a migliorare le produzioni, a liberalizzare il commercio del grano, alle bonifiche, alle comunicazioni stradali, all'istruzione, il tutto per migliorare i livelli di vita e risolvere le esigenze alimentari necessarie e di cui c'era bisogno impellente. Riguardo a ciò l'Accademia si adoperò anche per fare apprezzare alcune piante  introdotte dal nuovo mondo verso le quali, nonostante fossero trascorsi  due secoli dalla loro introduzione, veniva mostrata ancora quella diffidenza sempre dura da sradicare verso il nuovo. «L'attenzione fu soprattutto dedicata alla patata, proprio perché appariva in grado di soddisfare più prontamente le esigenze primarie».

### Nel novecento
A cavallo tra i due secoli l'Accademia fu presieduta dal senatore Luigi Ridolfi, figlio di Cosimo (1871-1909). Poi fu la volta dell'ex ministro Francesco Guicciardini (1909-1913) e di Carlo Ridolfi (1915-1918), figlio di Luigi.
Alla fine della prima guerra mondiale fu nominato l'economista Riccardo Dalla Volta (1918-1926) fino a quando con il fascismo arrivò il sottosegretario all'agricoltura Arrigo Serpieri (1926-1944).
L'Accademia è impegnata tuttora nel campo della sicurezza alimentare e nella promozione qualitativa di prodotti agroalimentari.

#### L'attentato
L'Accademia dei Georgofili ha sede dal 1933 nella torre dei Pulci, posta in via dei Georgofili nelle immediate vicinanze degli Uffizi ed è stata oggetto, nella notte tra il 26 e il 27 maggio 1993, di un attentato dove persero la vita cinque persone.
Subito dopo l'attentato, il Maestro Luciano Guarnieri eseguì 46 opere, tra acquerelli e disegni, dedicati a raffigurare l'evento e da queste fu tratta una cartella di litografie a tiratura limitata i proventi della quale furono destinati alle famiglie delle vittime. Le opere di Guarnieri sono dal 2024 visibili nella sala che più di ogni altra simboleggia la ricostruzione della sede, la "Sala del Pozzo", oggi aperta al pubblico. 

#### L'acquisizione della biblioteca e dell'archivio fotografico Reda
Due mesi dopo l'attentato mafioso che aveva distrutto la sede dell'Accademia e annientato la famiglia del custode, il 17 luglio 1993 il Corpo accademico si riuniva solennemente, presente il Ministro dell'agricoltura, in una sala fiorentina per ricordare le vittime e udire dal Presidente la relazione sui lavori di ricostruzione già iniziati. Fu avanzata la proposta, nella circostanza solenne, che il Paese affidasse all'Accademia, in segno di risarcimento e di fiducia nella ragione, la biblioteca e l'archivio fotografico della società Reda, l'editrice della Federconsorzi, allora in corso di liquidazione dopo una procedura concorsuale oggetto di una complessa indagine giudiziaria, perché quello che aveva costituito il patrimonio del più importante organismo della cultura agraria nazionale non venisse disperso, ma fosse a disposizione di tutti gli studiosi affidato alla custodia dell'organismo che meglio di ogni altro ne poteva tutelare il valore di bene di pertinenza nazionale. I rappresentanti delle banche presenti alla riunione accolsero prontamente la proposta e la biblioteca-archivio Reda costituì così l'unico lascito riconoscibile del patrimonio agricolo pubblico costituito dalla Federconsorzi.

## Elenco dei presidenti
- Ubaldo Montelatici – istitutore (4 giugno 1753)
- Emmanuel de Nay, conte di Richecourt (1753-1757)
- Giovan Gualberto Franceschi (1757-1758)
- Roberto Pucci (1758-1767)
- Francesco Orsini von Rosenberg (1767-1797)
- Giuseppe Rospigliosi (1797-1801)
- Ubaldo Feroni (1801- 1821)
- Paolo Garzoni Venturi (1821-1842)
- Cosimo Ridolfi (1842-1865)
- Raffaello Lambruschini (1865-1871)
- Luigi Ridolfi (1871-1909)
- Francesco Guicciardini (1909-1913)
- Carlo Ridolfi (1915-1918)
- Riccardo Dalla Volta (1918-1926)
- Arrigo Serpieri (1926-1944)
- Francesco Bertolino – commissario (1944-1946)
- Renzo Giuliani (1946-1962)
- Marino Gasparini (1963-1977)
- Giuseppe Stefanelli (1977-1986)
- Franco Scaramuzzi (1986-2014)
- Giampiero Maracchi (2014-2018)
- Pietro Piccarolo (Presidente facente funzione) (2018)
- Massimo Vincenzini (2018-   )

## L'archivio storico e la biblioteca
L'archivio storico copre il periodo 1753-1911, conserva complessivamente oltre 12.000 documenti manoscritti, mentre la biblioteca è fornita di 70.000 volumi.
A maggio del 2020 il catalogo della biblioteca è stato reso disponible sul Sistema Bibliotecario Nazionale e su WorldCat. Quest'ultimo ha acquisito più di 31.000 nuovi record, segno che circa il 70% dei 44.4497 titoli inseriti corrisponde a opere uniche sul piano internazionale.

## Pubblicazioni
L'accademia cura tuttora l'edizione della Rivista di storia dell'Agricoltura.